# 桝屋敬悟
桝屋 敬悟（ますや けいご、1951年4月3日 - ）は、日本の政治家。公明党アドバイザー。
衆議院議員（8期）、厚生総括政務次官、厚生労働副大臣、衆議院文部科学委員長、公明党政務調査会長代理、衆議院総務委員長などを歴任した。

## 経歴
- 1951年4月3日 - 山口県阿武郡阿東町（現：山口市）に生まれる。
- 下関市立王江小学校、下関市立名陵中学校、山口県立下関西高等学校、創価大学法学部卒業。
- 1975年 - 山口県庁に入庁。福祉専門職を務め、民生部高齢福祉課長補佐を歴任する。
- 1993年7月18日 - 第40回衆議院議員総選挙に旧山口2区から公明党公認で立候補し当選。
- 1996年10月20日 - 第41回衆議院議員総選挙に比例中国ブロックから新進党公認で立候補し当選。
- 2000年6月25日 - 第42回衆議院議員総選挙に比例中国ブロックから公明党公認で立候補し当選。
- 2003年11月9日 - 第43回衆議院議員総選挙に比例中国ブロックから公明党公認で立候補し当選。
- 2005年9月11日 - 第44回衆議院議員総選挙に比例中国ブロックから公明党公認で立候補し当選。
- 2009年8月30日 - 第45回衆議院議員総選挙に比例中国ブロックから公明党公認で立候補し落選。
- 2012年12月16日 - 第46回衆議院議員総選挙に比例中国ブロックから公明党公認で立候補し当選。
- 2012年12月27日 - 第2次安倍内閣の厚生労働副大臣に就任（2013年9月30日退任）。
- 2014年12月14日 - 第47回衆議院議員総選挙に比例中国ブロックから公明党公認で立候補し当選。
- 2017年10月22日 - 第48回衆議院議員総選挙に比例中国ブロックから公明党公認で立候補し当選。
- 2021年10月14日 - 衆議院解散に当たり、前公明党代表太田昭宏ら6人とともに政界引退を表明。公明党アドバイザーに就任[2]。

## 人物
- 実家が理髪店であり、「散髪屋出身のただ1人の国会議員」を自称していた。
- 朝鮮通信使が訪れた縁故地における日朝・日韓の相互交流、相互友好親善促進を目的とする朝鮮通信使交流議員の会の幹事を務める。

## 役職歴

### 内閣
- 厚生労働副大臣（第2次森改造内閣・第1次小泉内閣・第2次安倍内閣）
- 厚生総括政務次官（第2次森内閣）

### 衆議院
- 総務委員会委員
- 北朝鮮による拉致問題等に関する特別委員会委員
- 地方創生に関する特別委員会理事
- 総務委員長
- 文部科学委員長

### 公明党
- 中央幹事会会長代理
- 政務調査会長代理
- 組織委員長
- 税制調査会副会長
- 中国方面本部長
- 山口県本部代表
- 政務調査会副会長
- 中国方面副議長
- 社会保障制度調査会副会長
- 行政改革推進本部長
- 事業仕分け委員長
- 新型インフルエンザ対策本部副本部長
- 原油高騰問題緊急対策本部副本部長
- 地方分権推進委員会副委員長
- 道州制に関する小委員会副委員長
- 地方行政改革小委員長
- 消費者問題対策委員会副委員長
- 地球温暖化対策委員会副委員長
- 独禁法調査検討委員会副委員長

## 所属団体・議員連盟
- 東京オリンピック・パラリンピックに向けて受動喫煙防止法を実現する議員連盟（副会長）[3]